# Universidade Estatal Stroganov de Artes e Indústria de Moscovo
A Universidade Estatal Stroganov de Artes e Indústria de Moscovo (em russo:  Московский Государственный Художественно-Промышленный Университет имени С.Г Стороганова), informalmente designada por Stroganovka (Строгановка) é uma das mais antigas escolas russas de artes aplicadas, industriais e design. A universidade tem o nome do seu fundador, o barão Sergei Grigoriyevich Stroganov.

## História
A escola foi fundada em 1825 por Sergey Stroganov. Especializou-se no ensino de artes aplicadas e decorativas. Em 1843 a escola tornou-se propriedade do estado. Em 1860 foi renomeada Escola Stroganov de Desenho Técnico.
Depois da Revolução de Outubro a escola foi reorganizada e tornou-se parte dos Estúdios Livres Estatais de Arte, Vkhutemas e Vkhutein. Desde 1930 é designada por Instituto de Artes Decorativas e Aplicadas de Moscovo. Em 1945, depois do fim da II Guerra Mundial a escola foi restabelecida como instituição para o ensino de artes aplicadas. Em 1996 recebeu o seu nome actual.
Actualmente é uma das mais diversificadas escolas artísticas da Rússia. Possui três departamentos e 13 cursos, preparando os estudantes para seis especializações principais e treze especializações menores.